# Campeonato Brasileiro Série B 2016
Die Campeonato Brasileiro Série B 2016 war die 35. Spielzeit der zweiten Fußballliga Brasiliens.
Der Wettbewerb startete am 13. Mai 2016 in seine Saison und endete am 26. November 2016. Die Meisterschaft wurde vom nationalen Verband CBF ausgerichtet. Der Atlético Goianiense konnte am Ende der Saison die Meisterschaft feiern. Die Spiele hatten während der Olympischen Sommerspiele 2016, die zwischen Juli und August in Brasilien stattfanden, eine Pause. Der Wettbewerb hatte neunzehn Runden vor der Unterbrechung gespielt.

## Teilnehmer
Die Teilnehmer waren:
| Bundesstaat       | Klub                    | Qualifikation    | Ergebnis |
| ----------------- | ----------------------- | ---------------- | -------- |
| Alagoas           | Clube de Regatas Brasil | 11. Série B 2015 | 7.       |
| Bahia             | EC Bahia                | 9. Série B 2015  | 4. ▲     |
| Ceará             | Ceará SC                | 15. Série B 2015 | 10.      |
| Goiás             | Atlético Goianiense     | 14. Série B 2015 | 1. ▲     |
| Goiás             | Goiás EC                | 19. Série A 2015 | 13.      |
| Goiás             | Vila Nova FC            | 1. Série C 2015  | 12.      |
| Maranhão          | Sampaio Corrêa FC       | 8. Série B 2015  | 20. ▼    |
| Mato Grosso       | Luverdense EC           | 10. Série B 2015 | 9.       |
| Minas Gerais      | Tupi FC                 | 3. Série C 2015  | 18. ▼    |
| Pará              | Paysandu SC             | 7. Série B 2015  | 14.      |
| Paraná            | Londrina EC             | 2. Série C 2015  | 6.       |
| Paraná            | Paraná Clube            | 13. Série B 2015 | 15.      |
| Pernambuco        | Náutico Capibaribe      | 5. Série B 2015  | 5.       |
| Rio de Janeiro    | CR Vasco da Gama        | 18. Série A 2015 | 3. ▲     |
| Rio Grande do Sul | Grêmio Esportivo Brasil | 4. Série C 2015  | 11.      |
| Santa Catarina    | Avaí FC                 | 17. Série A 2015 | 2. ▲     |
| Santa Catarina    | Criciúma EC             | 12. Série B 2015 | 8.       |
| Santa Catarina    | Joinville EC            | 20. Série A 2015 | 17. ▼    |
| São Paulo         | CA Bragantino           | 6. Série B 2015  | 19. ▼    |
| São Paulo         | Oeste FC                | 16. Série B 2015 | 16.      |

## Saisonverlauf
Die vier Besten stiegen in die erste Liga 2017 auf. Die vier schlechtesten stiegen in die Série C 2017 ab.

## Tabelle
| Pl. | Verein                      | Sp. | S  | U  | N  | Tore    | Diff. | Punkte |
| --- | --------------------------- | --- | -- | -- | -- | ------- | ----- | ------ |
| 1.  | Atlético Goianiense         | 38  | 22 | 10 | 6  | 060:350 | +25   | 76     |
| 2.  | Avaí FC (A)                 | 38  | 19 | 9  | 10 | 045:340 | +11   | 66     |
| 3.  | CR Vasco da Gama (A)        | 38  | 19 | 8  | 11 | 054:410 | +13   | 65     |
| 4.  | EC Bahia                    | 38  | 18 | 9  | 11 | 057:340 | +23   | 63     |
| 5.  | Náutico Capibaribe          | 38  | 18 | 6  | 14 | 055:430 | +12   | 60     |
| 6.  | Londrina EC (C)             | 38  | 16 | 12 | 10 | 040:290 | +11   | 60     |
| 7.  | Clube de Regatas Brasil     | 38  | 17 | 7  | 14 | 057:540 | +3    | 58     |
| 8.  | Criciúma EC                 | 38  | 16 | 8  | 14 | 049:460 | +3    | 56     |
| 9.  | Luverdense EC               | 38  | 13 | 16 | 9  | 043:390 | +4    | 55     |
| 10. | Ceará SC                    | 38  | 14 | 12 | 12 | 049:470 | +2    | 54     |
| 11. | Grêmio Esportivo Brasil (C) | 38  | 14 | 12 | 12 | 040:380 | +2    | 54     |
| 12. | Vila Nova FC (C)            | 38  | 15 | 8  | 15 | 054:520 | +2    | 53     |
| 13. | Goiás EC (A)                | 38  | 13 | 11 | 14 | 049:480 | +1    | 50     |
| 14. | Paysandu SC                 | 38  | 11 | 16 | 11 | 040:440 | −4    | 49     |
| 15. | Paraná Clube                | 38  | 10 | 11 | 17 | 039:550 | −16   | 41     |
| 16. | Oeste FC                    | 38  | 8  | 17 | 13 | 032:460 | −14   | 41     |
| 17. | Joinville EC (A)            | 38  | 9  | 13 | 16 | 032:420 | −10   | 40     |
| 18. | Tupi FC (C)                 | 38  | 8  | 9  | 21 | 040:560 | −16   | 33     |
| 19. | CA Bragantino               | 38  | 8  | 8  | 22 | 030:540 | −24   | 32     |
| 20. | Sampaio Corrêa FC           | 38  | 5  | 12 | 21 | 029:570 | −28   | 27     |

| (A) | Absteiger aus Série A 2015  |
| (C) | Aufsteiger aus Série C 2015 |

## Torschützenliste
| Pl. | Nat.        | Spieler          | Klub                    | Tore |
| --- | ----------- | ---------------- | ----------------------- | ---- |
| 1   | Brasilianer | Rosimar Amâncio  | Ceará SC                | 15   |
| 2   | Brasilianer | Felipe Garcia    | Grêmio Esportivo Brasil | 13   |
|     | Brasilianer | Nenê             | CR Vasco da Gama        | 13   |
| 4   | Brasilianer | Rômulo           | Avaí FC                 | 12   |
| 5   | Brasilianer | Léo Gamalho      | Goiás EC                | 11   |
|     | Brasilianer | Gustavo Henrique | Criciúma EC             | 11   |
|     | Brasilianer | Hernane          | EC Bahia                | 11   |
|     | Brasilianer | Rony             | Náutico Capibaribe      | 11   |
| 9   | Brasilianer | Júnior Viçosa    | Atlético Goianiense     | 10   |

## Vorlagengeberliste
| Pl. | Nat.        | Spieler       | Verein                  | Vorlagen | Tore | Spiele |
| --- | ----------- | ------------- | ----------------------- | -------- | ---- | ------ |
| 1   | Brasilianer | Nádson        | Paraná Clube            | 9        | 3    | 25     |
|     | Brasilianer | Nenê          | CR Vasco da Gama        | 9        | 13   | 31     |
| 3   | Brasilianer | Jean Carlos   | Vila Nova FC            | 8        | 3    | 20     |
|     | Brasilianer | Roberto Cesar | Criciúma EC             | 8        | 5    | 31     |
| 5   | Brasilianer | Gérson Magrão | Clube de Regatas Brasil | 7        | 4    | 30     |